# Шишкар білокрилий
Шишка́р білокри́лий (Loxia leucoptera) — вид горобцеподібних птахів родини в'юркових (Fringillidae). Гніздиться у тайговій зоні Азії, Північно-Східної Європи та Північної Америки. Вид переважно осілий, проте інколи може здійснювати нальоти (інвазії) у віддалені регіони у пошуках їжі. В Україні рідкісний залітний взимку на території Полісся.

## Опис

### Морфологічні ознаки

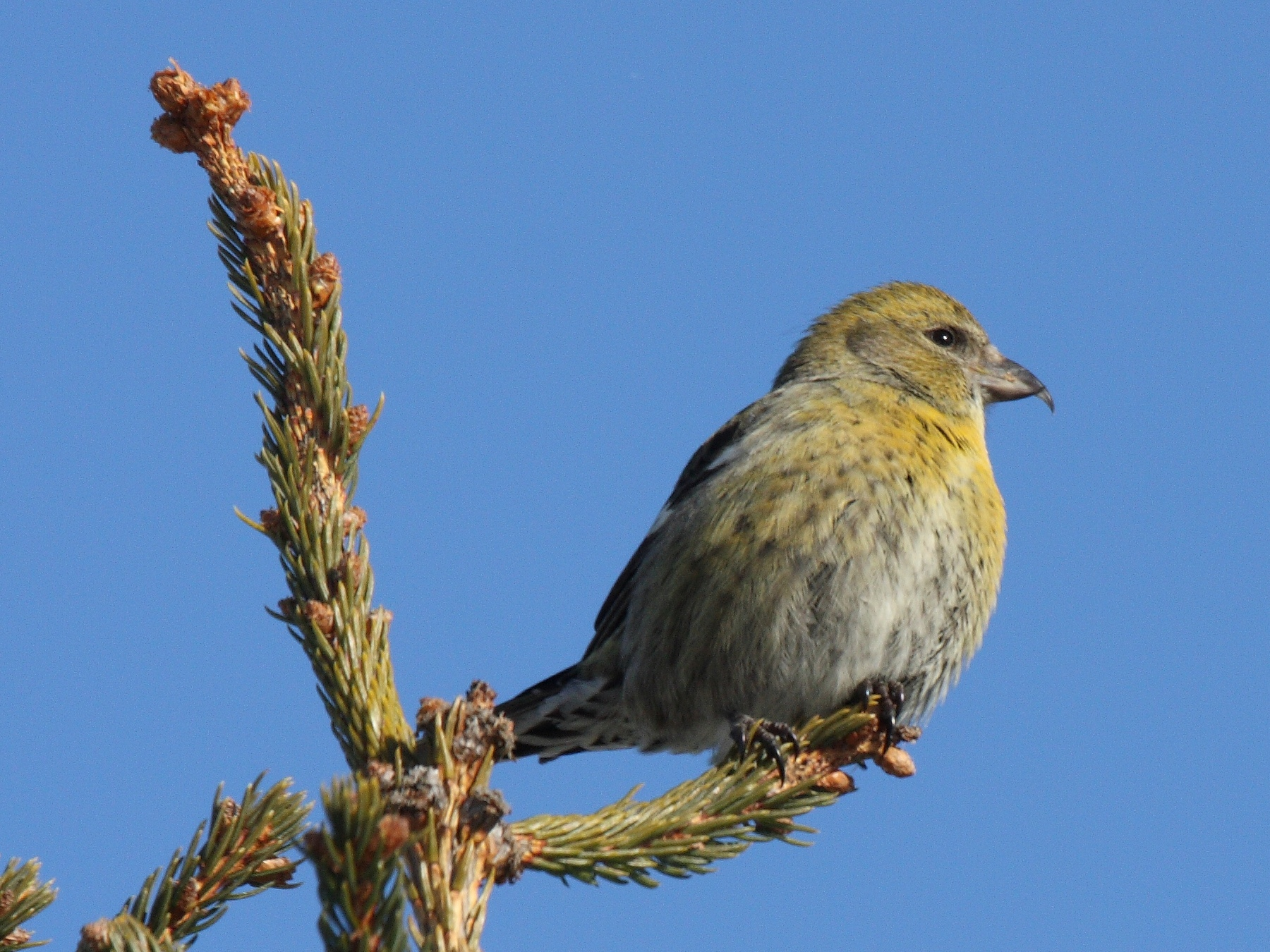
Самка

Птах більший за горобця, дещо менший за інших шишкарів. Маса тіла 30-35 г, довжина тіла близько 15 см, довжина крила — 90—95 мм, хвоста — 62—65 мм, дзьоба — 17—20 мм, цівки — 19—20 мм. Дорослий самець майже цілком червоний; задня частина черева і підхвістя сіруваті; на темно-бурих верхніх покривних перах крила дві широкі білі смуги; махові пера темно-бурі, третьорядні — з білою верхівкою; стернові пера темно-бурі; дзьоб бурий, кінці щелеп схрещені; ноги темно-бурі. Доросла самка сірувато-зелена; на спині темна строкатість; воло, груди і черево оливково-сірі, з поздовжньою темною строкатістю. Молодий птах сірувато-білий, з густою темною строкатістю; на покривних перах крила дві вузькі білі смужки.
Від ялинового та соснового шишкарів відрізняється білими смугами на крилах.

### Звуки
Інколи подає звуки, подібні до звуків ялинового шишкаря, але тихіші; характерним є приглушений свист «твіт». Пісня складається з трелей та щебетання, у цілому нагадує пісню шишкаря ялинового, але більш ніжна і мелодійна. Співати птахи починають задовго до гніздування, інколи восени. 

## Поширення та місця існування
Ареал: Північна Америка від центральної Аляски і тихоокеанського узбережжя на схід до атлантичного узбережжя. На північ на Алясці до 67-ї паралелі, до гирла Маккензі, північного узбережжя Великого Ведмежого озера, долини Телону, верхів'я Дубонту, звідки північна межа ареалу простягається до південного узбережжя Гудзонової затоки. На Лабрадорі на північніч у західній частині до 56-ї паралелі, у східній — до 59-ї паралелі. На південь до північного Орегону, долини північного Саскачевану, північної Міннесоти, північного Мічигану, північного Нью-Йорку, північного Вермонту, Нью-Гемпширу і Мену. Острови: Ньюфаундленд, Антикості, Кейп-Бретон, Принца Едварда, Гаїті.
Євразія від Швеції на сході до басейну Яни, західного узбережжя Охотського моря, узбережжя Татарської протоки. На північ до північної Швеції, північної Фінляндії, до середньої частини Кольського півострова, в області уральського хребта до 65-ї паралелі, на Ямалі, в долині Тазу і в долині Єнісею до 67-ї паралелі, далі на схід, ймовірно, до 68-ї паралелі. На південь до європейської частини колишнього СРСР і в Західному Сибіру до 57-ї паралелі, до Східного Саяну, південної межі Вітімського плокогір'я, Яблоневого хребта, південного схилу Станового хребта, в басейні нижнього Амуру і в Примор'ї на південь до 46-ї паралелі. Шантарські острови.
Шишкар білокрилий є осілим птахом, проте у роки з неврожаєм насіння може здійснювати нальоти (інвазії) в регіони за межами гніздового ареалу. 
В Україні рідкісний залітний взимку на території Полісся.
Населяє густі хвойні ліси та штучні насадження, які складаються головним чином з модрини або модрини та сосни. У Сибіру віддає перевагу насадженням сосни сибірської, а також ялиці і сосни та дуже рідко оселяється листяних лісах за відсутності хвойних. У східній частині Росії зустрічається головним чином в лісах модрини і ялини, на північному заході Росії та у Скандинавії — головним чином у ялинових лісах.

## Підвиди
Виділяють 2 підвиди:
- Loxia leucoptera bifasciata (C. L. Brehm, 1827)
- Loxia leucoptera leucoptera J. F. Gmelin, 1789

## Чисельність
У межах Європи станом на 2015 рік гніздиться 1,50 — 4,26 млн пар, що становить понад 10 % світової популяції, яка оцінюється приблизно в 30,0—85,1 млн дорослих особин. Чисельність у Північній Америці протягом останніх 40 років достовірно скорочується, в Європі — коливається.

## Гніздування

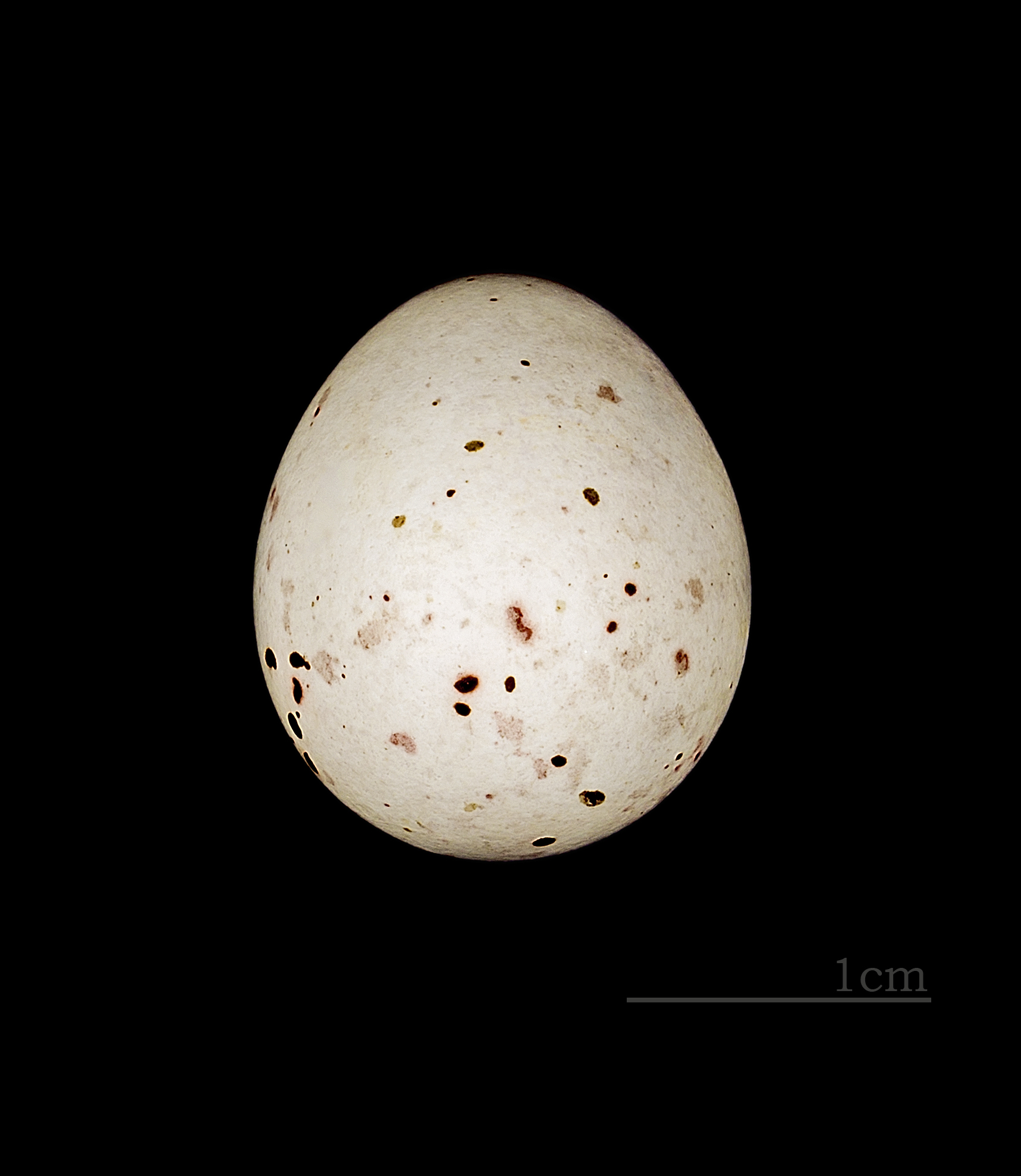
Яйце в оологічній колекції

Моногам. Гніздовий період триває у роки з гарним врожаєм насіння хвойних — з лютого до середини травня, у роки з поганим врожаєм — розтягується до червня — серпня. Гніздо будує зазвичай на ялинах, інколи також на модрині або березі в розвилці гілок на висоті 2—10 м. Інколи розташовує гніздо далеко відстовбура на бічній гілці. Зовнішня частина гнізда нещільна, зазвичай з ялинових гілочок, внутрішня складається з травинок, моху, лишайників і вистилається шерстю, пір'ям, волоссям і рослинним пухом. Зазвичай відкладає 3—5 яєць. Насиджування починається з відкладання першого яйця, і протягом 15—16 днів кладку насиджує самка, якій самець приносить корм. Перший тиждень після вилуплення самка перебуває з пташенятами, а надалі залишає їх, відлітаючи в пошуках їжі. Пташенята покидають гнізда на 19—23 день. Ще протягом приблизно 50 днів після цього їх підгодовують батьки, оскільки протягом цього часу триває перехрест наддзьобка і піддзьобка і пташенята стають здатними самостійно витягувати насіння з шишок.

## Живлення
Живиться переважно насінням хвойних дерев (модрина, ялина). У невеликій кількості влітку вживає також бруньки, ягоди, а також безхребетних (попелиці, павуки, гусениці, п'ядуни, личинки пильщика).

## Охорона
Вид включено до Додатку ІІ Бернської конвенції.